# 费德里科·达·蒙特费尔特罗与巴缇丝塔·斯福尔扎双联画
费德里科·达·蒙特费尔特罗与巴缇丝塔·斯福尔扎双联画是意大利艺术家皮耶罗·德拉·弗朗切斯卡的两幅油画，绘于1473-1475年，现藏于佛罗伦萨的乌菲齐美术馆。画作描绘乌尔比诺公爵费德里科·达·蒙特费尔特罗和夫人巴缇丝塔·斯福尔扎。然而称之为“乌尔比诺公爵夫妇”则是错误的。因为巴缇丝塔·斯福尔扎在1472年去世，而费德里科·达·蒙特费尔特罗到1474年才成为公爵，因此巴缇丝塔从未拥有公爵夫人的头衔。